# After (serie)
After è una serie di romanzi della scrittrice statunitense Anna Todd composta da cinque capitoli e un prequel, appartenente al genere letterario Young Adult. Questa serie è nata sulla piattaforma online Wattpad, per poi essere pubblicata anche in formato cartaceo. Nel 2019 è stato tratto un film.

## Libri
Nato su Wattpad come fanfiction dedicata ad Harry Styles, componente della band anglo-irlandese One Direction, è arrivato all'apice delle classifiche negli Stati Uniti, Germania, Spagna, Francia, Brasile, Portogallo, Gran Bretagna, Italia, Lituania, Russia e Giappone ed è in corso di pubblicazione in altri 30 paesi. La serie ha ottenuto un grande successo tanto che i diversi volumi che la compongono risultano tra i libri più venduti nel corso del 2015. Montando sull'onda del successo della saga, la Sperling & Kupfer, che l'ha pubblicata in Italia, ne ha utilizzato il marchio per ripubblicare alcuni classici come Anna Karenina, Orgoglio e pregiudizio e Cime tempestose, includendoli in una collana intitolata "I classici di After".

### Elenco
La saga contiene 5 libri:
- After (After), Sperling & Kupfer, 9 giugno 2015. ISBN 978-88-200-5867-8
- After - Un cuore in mille pezzi (After We Collided), Sperling & Kupfer, 7 luglio 2015. ISBN 978-88-200-5868-5
- After - Come mondi lontani (After We Fell, Chapters 1-50), Sperling & Kupfer, 8 settembre 2015. ISBN 978-88-200-5869-2
- After - Anime perdute (After We Fell, Chapters 51-100), Sperling & Kupfer, 20 novembre 2015. ISBN 978-88-200-5870-8
- After - Amore infinito (After Ever Happy), Sperling & Kupfer, 1º dicembre 2015. ISBN 978-88-200-5960-6

Un prequel:
- Before - After forever (Before), Sperling & Kupfer, 29 marzo 2016, ISBN 978-1-5011-3070-0

Quattro spin-off:
- Nothing More - Dopo di lei (Nothing More), Sperling & Kupfer, 25 ottobre 2016. ISBN 978-88-200-6102-9
- Nothing More - Cuori confusi (Nothing More) , Sperling & Kupfer, 22 novembre 2016. ISBN 978-88-200-6109-8
- Nothing Less - Fragili Bugie (Nothing Less), Sperling & Kupfer, 10 Gennaio 2017, ISBN 978-88-200-6126-5
- Nothing Less - Ora e per sempre (Nothing Less), Sperling & Kupfer, 14 Febbraio 2017

## Adattamenti cinematografici
Nel 2014, la Paramount Pictures ha acquistato i diritti cinematografici.
L’8 maggio 2018 è stata confermata la presenza di Hero Fiennes Tiffin nel ruolo di Hardin Scott. Tessa Young, la protagonista femminile è interpretata da Josephine Langford, sorella della già conosciuta Katherine Langford, nota per il ruolo di Hannah Baker nella serie televisiva Tredici. Il 16 luglio sono iniziate le riprese del primo film, il quale è uscito in Italia, così come nel resto del mondo, il giorno 11 aprile 2019.
Il 19 maggio 2019 Anna Todd (scrittrice di After) ha confermato l’uscita del secondo film basato sul secondo romanzo della serie intitolato After - Un cuore in mille pezzi. Le riprese hanno avuto inizio il 12 agosto 2019 e si sono concluse il 16 settembre 2019. Il sequel After 2 è uscito nelle sale cinematografiche italiane il 2 settembre 2020.